# Diracovo delta

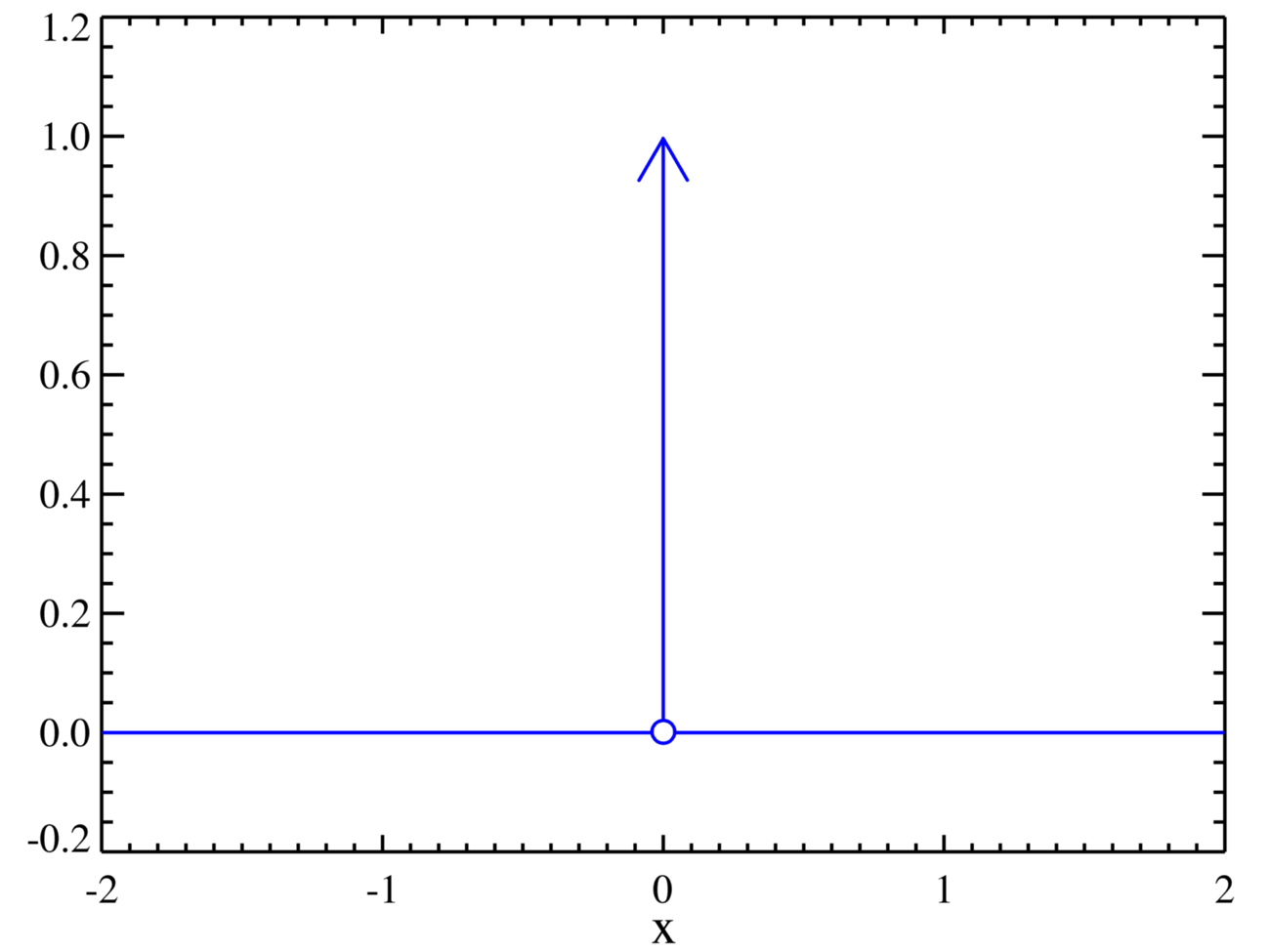
Schematická reprezentace Diracovy -funkce.

Diracova funkce jako limita

Diracovo delta nebo Diracova {\displaystyle \delta }-funkce se dá neformálně popsat jako funkce, která má v nule hodnotu nekonečno a všude jinde nulovou. Je značena řeckým písmenem delta. Její integrál přes celý prostor je roven jedné.
{\displaystyle \delta (x)=\left\{{\begin{matrix}+\infty &{\mbox{pro }}x=0\\0&{\mbox{pro }}x\neq 0\end{matrix}}\right.}
{\displaystyle \int _{-\infty }^{\infty }\delta (x)\,\mathrm {d} x=1}
{\displaystyle \int _{-\infty }^{x}\delta (t)\,\mathrm {d} t=H(x)} , kde H znamená Heavisideovu funkci
V souvislosti se zpracováním signálu bývá Diracova funkce označována také jako Diracův jednotkový impuls. (Jednotkový právě pro integrál rovný jedné)
V exaktním matematickém popisu není Diracova delta funkcí, ale distribucí. Diskrétním ekvivalentem Diracova delta je Kroneckerovo delta.

## Vyjádření
Diracovu {\displaystyle \delta }-funkci lze vyjádřit různými způsoby. Pro komplexní čísla například ve tvaru integrálu.
{\displaystyle \delta (x)={\frac {1}{2\pi }}\int _{-\infty }^{\infty }\mathrm {e} ^{ikx}\,\mathrm {d} k}
Nebo pomocí limit.
{\displaystyle \delta (x)=\lim _{L\to \infty }{\frac {\sin xL}{x\pi }}}
{\displaystyle \delta (x)=\lim _{a\to 0^{+}}{\frac {1}{\pi }}{\frac {a}{a^{2}+x^{2}}}}
{\displaystyle \delta (x)=\lim _{a\to 0^{+}}{\frac {1}{a{\sqrt {\pi }}}}\mathrm {e} ^{-x^{2}/a^{2}}}

## Vlastnosti
Označení posunuté („doprava“) delta funkce:
{\displaystyle \delta _{a}(x)\equiv \delta (x-a)}
- Delta funkce je sudá funkce.

{\displaystyle \delta (x)=\delta (-x)}
- Působí jako jednotkový operátor při integraci.

{\displaystyle \int _{-\infty }^{\infty }f(x)\delta (x-a)\,\mathrm {d} x=\int _{-\infty }^{\infty }f(x)\delta _{a}(x)\,\mathrm {d} x=f(a)}
- Konvoluce libovolné funkce s delta funkcí je rovna této funkci.

{\displaystyle f(x)*\delta (x)=\delta (x)*f(x)=f(x)}
- Konvoluce s posunutou delta funkcí má za následek posunutí této funkce.

{\displaystyle f(x)*\delta _{a}(x)=f(x-a)}
- Fourierova transformace delta funkce je rovna jednotkové funkci.

{\displaystyle {\mathcal {F}}\left[\delta (x)\right]=D(\xi )=1}
- Z toho plyne, že zpětná Fourierova transformace jednotkové funkce je ve smyslu distribuce rovna delta funkci.

{\displaystyle \delta (x)=\int _{-\infty }^{\infty }\mathrm {e} ^{\,2\pi ix\,\xi }\,\mathrm {d} \xi }
- Pro Fourierovu transformaci posunuté delta funkce platí:

{\displaystyle {\mathcal {F}}\left[\delta _{a}(x)\right]=D_{a}(\xi )=\mathrm {e} ^{-2\pi ia\,\xi }}
- Je-li {\displaystyle f(x)} funkce s kořeny {\displaystyle f(x_{i})=0}, platí:

{\displaystyle \delta (f(x))=\sum _{i}{\frac {\delta (x-x_{i})}{|f'(x_{i})|}}}
- Další vztahy:

{\displaystyle x\delta (x)=0\,}
{\displaystyle \delta (ax)={\frac {\delta (x)}{|a|}}\,}
{\displaystyle f(x)\delta (x-a)=f(a)\delta (x-a)\,}
{\displaystyle \int _{-\infty }^{\infty }\delta (a-x)\delta (x-b)\,\mathrm {d} x=\delta (a-b)\,}
{\displaystyle \delta (x^{2}-a^{2})={\frac {\delta (x-a)+\delta (x+a)}{2|a|}}\,}